# Dandong
Dandong (chineză: 丹东市 Dāndōng Shì) este un oraș district cu ca. 2,41 mil. loc. și o suprafață de 15.030 km², el este situat în provincia Liaoning din nord-estul Chinei. Orașul este un port fluvial care se află în regiunea de vărsare a fluviului Yalu în Marea Galbenă, fluviu care desparte China de Coreea de Nord unde se află orașul  Sinŭiju de care este legat Dandong prin „Podul Prieteniei”.

## Subîmpărțiri administrative
- Zhenxing (振兴区), 80km², ca. 380.000 loc.
- Yuanbao (元宝区), 81 km², ca. 190.000  loc.
- Zhen'an (振安区), 669 km², ca. 190.000 loc.
- Kuandian der Mandschu (宽甸满族自治县), 6.186 km², ca. 430.000 loc.
- Fengcheng (凤城市), 5.518 km², ca. 580.000 loc.

## Personalități născute aici
- Li Na (n. 1981), scrimeră.